# 烏特瓦河 (烏拉爾河支流)
51°23′11″N 52°30′25″E / 51.38639°N 52.50694°E
烏特瓦河是哈薩克斯坦的河流，位於該國西部西哈薩克斯坦州，屬於烏拉爾河的左支流，河道全長290公里，流域面積6,940平方公里，該河流在11月至翌年4月期間結冰。

## 外部連結
- Утва （页面存档备份，存于）, Great Soviet Encyclopedia